# Errigoiti

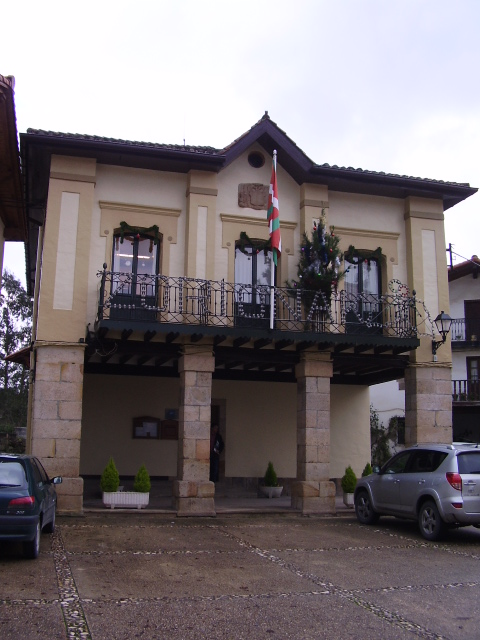
mairie d'Errigoiti

Errigoiti en basque ou Rigoitia en espagnol est une commune de Biscaye dans la communauté autonome du Pays basque en Espagne.
Le nom officiel de la ville est Errigoiti.

## Toponymie
Le nom Errigoiti provient de l'expression basque, herri (ville) et goitia (haut), signifiant la ville d'en haut.
Il s'agit d'une ancienne ville médiévale créée en 1376 pour protéger le chemin qui unissait la vallée de la rivière Butron (à Mungia) avec celle de la rivière Oka (Guernica). Du point de vue de quelqu'un qui allait de Guernica à Mungia, Errigoiti était effectivement la ville d'en haut.
C'est le toponyme officiel depuis le 10 mars 1986 (publié dans le BOE en avril 1989).

## Quartiers
- Atxika-Errekalde (57 habitants.) :
- Elexalde-Olabarri (159 habitants.) : Elexalde est le quartier de l'église. C'est le noyau originaire de l'elizate.
- Metxika (117 habitants.)
- Errigoiti (Quartier d'Uri ou de la Villa) (178 habitants.) : de fondation médiévale, il est le principal quartier de la commune.

## Histoire
Les origines de cette commune se trouvent dans l'elizate de Santa María d'Idoibalzaga, dont les origines se perdent dans le Moyen Âge.
Afin de consolider et protéger la voie qui unit Guernica avec Mungia, en 1376 le seigneur de Biscaye Don Juan de Castille concède les territoires étendus aux habitants de Santa María Idoibalzaga et du droit de régir par le For de Logroño, en fondant dans son territoire une villa appelée Rigoitia.
À 500 mètres de distance du noyau original de l'elizate (actuel quartier d'Eleizalde), apparaît un petit noyau urbain organisé dans des rues qui suivent le modèle de villa caminera medieval. Bien qu'ayant le rang historique de Villa, Errigoiti est toujours resté dans des dimensions modestes.

## Patrimoine

### Patrimoine religieux
- Église de Santa María de Idoibaltzaga: c'est l'église paroissiale de Rigoitia qui fait partie d'un ensemble constitué d'une église, ermitage, cimetière et maisons rurales situé hors du noyau urbain original de la population. Du début du XVIe siècle dont il conserve une partie des murs et du portail, elle a été largement modifiée dans une réforme effectuée au XIXe siècle par Martín de Echaburu.

De plan rectangulaire (double en longueur par rapport à sa largeur) et trois nefs de hauteur égale qui forment une église salon, aussi appelée columnaria ou hallenkirche. Elle ne possède pas de tête et les nefs sont séparés par des colonnes toscanes de type classique, baída de tabiquería. Cette réforme a donné au temple l'aspect des églises salon de transition gothique-Renaissance typiques.
Le portail, situé dans le centre de la paroi droite, est Renaissance. C'est un arc d'un demi - point qui est encadré dans des pilastres ioniques de fût réduits. Sur l'arc s'ouvre un fronton triangulaire avec miroir dans le tympan. Il y a deux médaillons aux deux côtés de la porte représentant San Pedro et San Pablo et au centre, un relief de l'Assomption.
Un grand porche entoure toute la construction. La tour, qui est placée aux pieds, permet le passage d'un côté à l'autre. C'est un bâtiment de trois étages dont le dernier est équipé de cloches. Début du XVIIe siècle, elle l'œuvre de Juan Ochoa Uría et de Domingo de Erezuma.
À l'intérieur, le retable du grand utel a été construit pendant la réforme mais profite des motifs décoratifs du précédent qui datent d'entre 1649 et 1653. Les autres retables sont : un de 1747 d'Andres de Uribe et l'autre de 1760 Pedro de la Lastra. Dans la chapelle du Corps Saint, se conserve un corps momifié connu comme Gorputz Santue (corps saint en basque) qui a été très vénéré dans la comarque. Avec cette momie il y a un tableau en bas-relief daté du XVIIe siècle qui illustre la légende d'Idibaltzaga qui raconte le transfert par la vierge des travaux de l'église que les habitants voulaient construire dans le village. (commentaire personnel: Cette légende revient très souvent en Pays basque, principalement en Navarre).

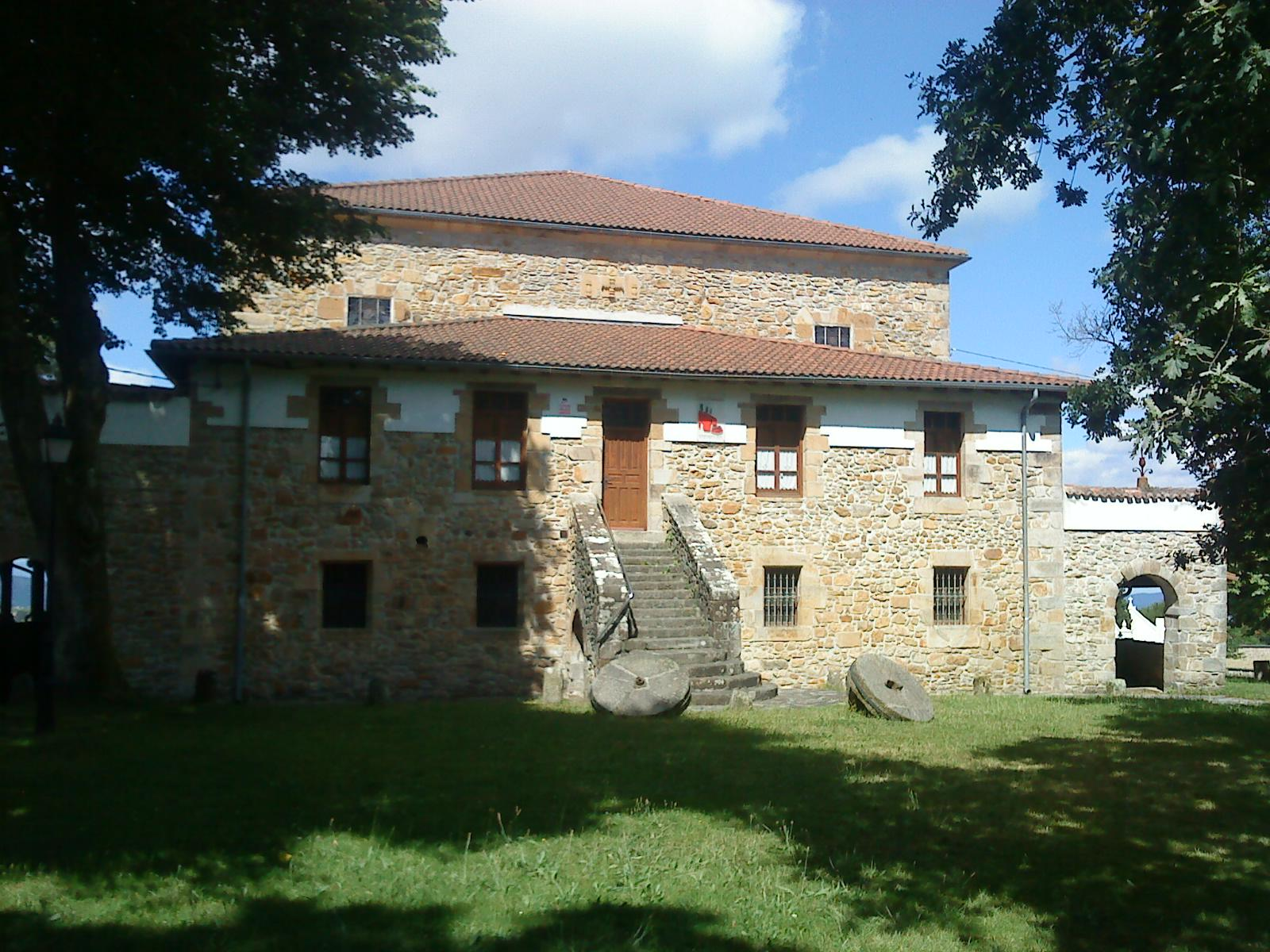
Église de Santa María de Idoibaltzaga
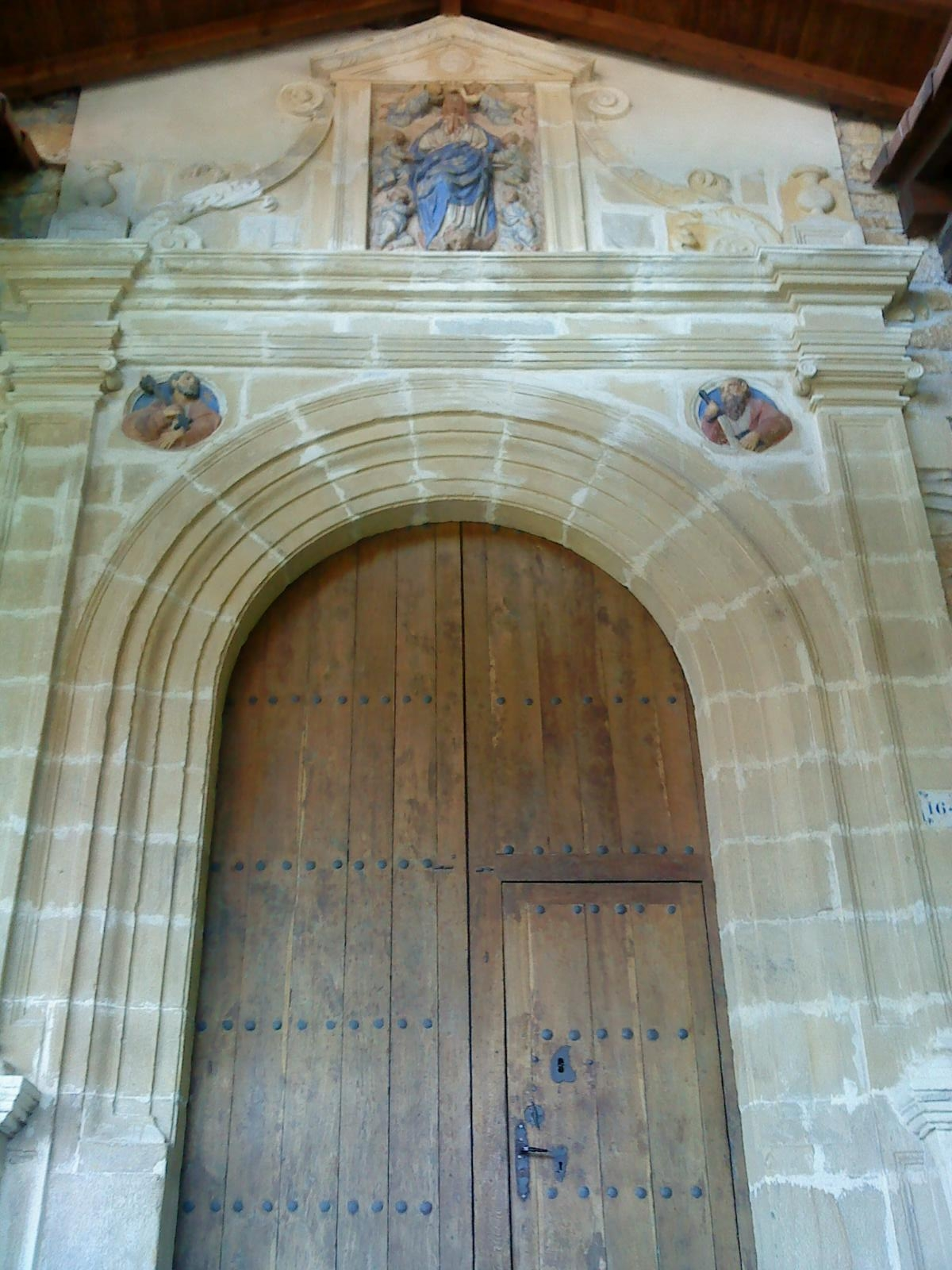
Portail de l'église

### Sources
- (es) Cet article est partiellement ou en totalité issu de l’article de Wikipédia en espagnol intitulé « Rigoitia » (voir la liste des auteurs).